# Сьомий хрестовий похід
Сьомий хрестовий похід — хрестовий похід, здійснений французьким королем Людовіком IX у 1248–1254 роках. Його військо було розбите єгипетською армією, а сам він потрапив у полон. За його свободу було заплачено приблизно 800 000 безантів.

## Передумови
У 1244 році хорезмійці, рятуючись від монгольської навали, на своєму шляху в Єгипет захопили Єрусалим. Їхньою метою було з'єднання з єгипетськими мамелюками, які запросили їх для спільного відбиття монгольської загрози. Єрусалим було розграбовано та зруйновано. Падіння міста не сильно вразило християн, оскільки упродовж двох століть Єрусалим неодноразово переходив з рук в руки. Заклики папи не мали жодного впливу на європейське лицарство. Німецький імператор Фрідріх II був зайнятий боротьбою з папою римським, а англійський король Генріх III був заклопотаний війною з баронською опозицією на чолі з Симоном де Монфором. У майбутньому поході був зацікавлений тільки французький король Людовік IX, який спеціально для цього підписав мирну угоду з англійським королем. У 1245 році Людовік публічно оголосив про свій намір очолити черговий хрестовий похід. Французький король надіслав запрошення до участі в цьому заході норвезькому королю Гокону IV, однак заклики французького посла залишилися безрезультатними.

## Перед походом
До 1248 року французький король зібрав 15-тисячне військо, що включало до 2800 лицарів та 5000 арбалетників на 36 суднах. Для фінансування експедиції були залучені значні грошові кошти, що робило похід дуже коштовним заходом. До походу приєдналася і невелика кількість англійських лицарів на чолі з Вільямом II Лонжеспі. У 1249 році французькі війська під командуванням короля Людовіка IX почали похід. Французи дорогою до Єгипту висадились на Кіпрі, де перезимували. Під час перебування французів на острові король вів активні перемовини з іншими християнськими правителями та монархами. Про допомогу короля просили Латинська імперія, Антіохійське князівство і тамплієри.

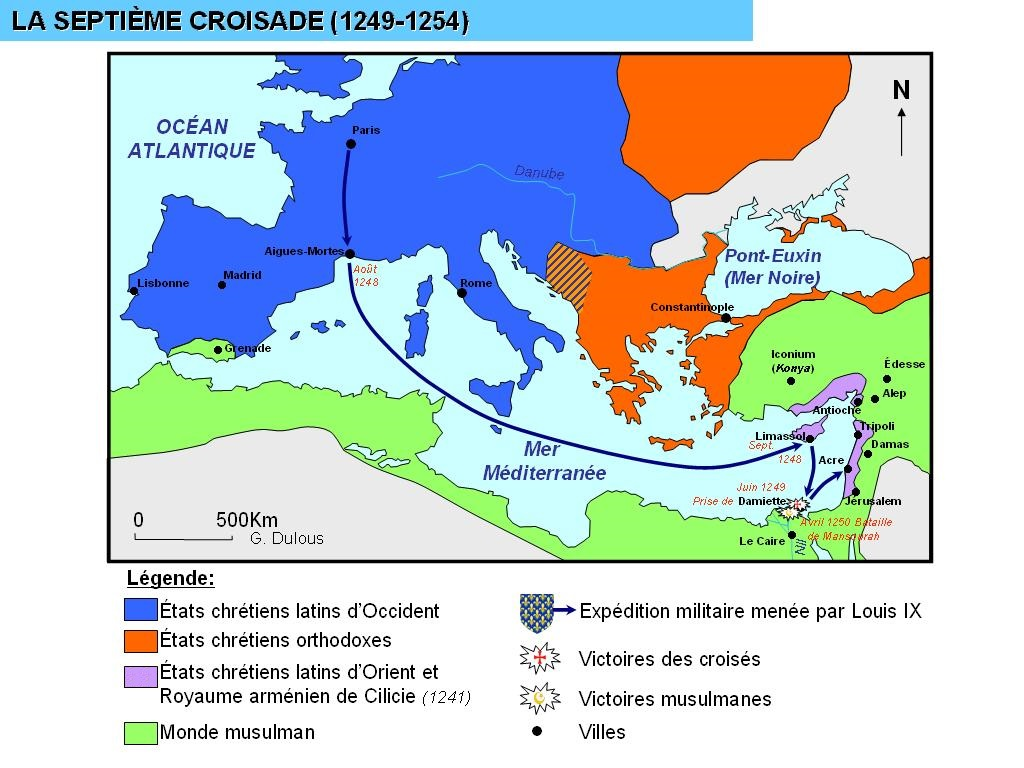
Карта ходу сьомого хрестового походу

## Хід походу
Підійшовши до Єгипту, французи 6 червня захопили Дам'єтту без серйозного опору з боку єгиптян. Багатий Єгипет ввижався французькому королю ідеальною базою для подальшого наступу на Єрусалим. У цей час розлився Ніл, і хрестоносці опинились зачиненими в Дам'єтті на цілих шість місяців. За цей час французькі солдати значною мірою втратили бойовий дух, віддаючи перевагу грабіжництву й розвагам. Король думав використовувати Дам'єтту як опорний пункт для проведення подальших операцій в Сирії. У листопаді король почав наступ на Каїр, а загін на чолі з братом короля Робертом д'Артуа підійшов до міста Ель-Мансур. У цей час помер Наджм ад-Дін Айуб, і його вдова Шаджар ад-Дурр привела до влади його сина Туран-шаха, який очолив опір французам. 8-11 лютого 1250 року хрестоносці зазнали поразки у битві під Ель-Мансуром, сам Роберт загинув у битві. Головні сили французів на чолі з королем невдовзі були атаковані мамлюкським воєначальником Бейбарсом. У цій битві французи зазнали поразки, однак замість того, щоб відступити до Дам'єтти, Людовік IX прийняв убивче рішення взяти в облогу Ель-Мансур. Ця акція завершилась сумно: королівські війська гинули від голоду й хвороб.

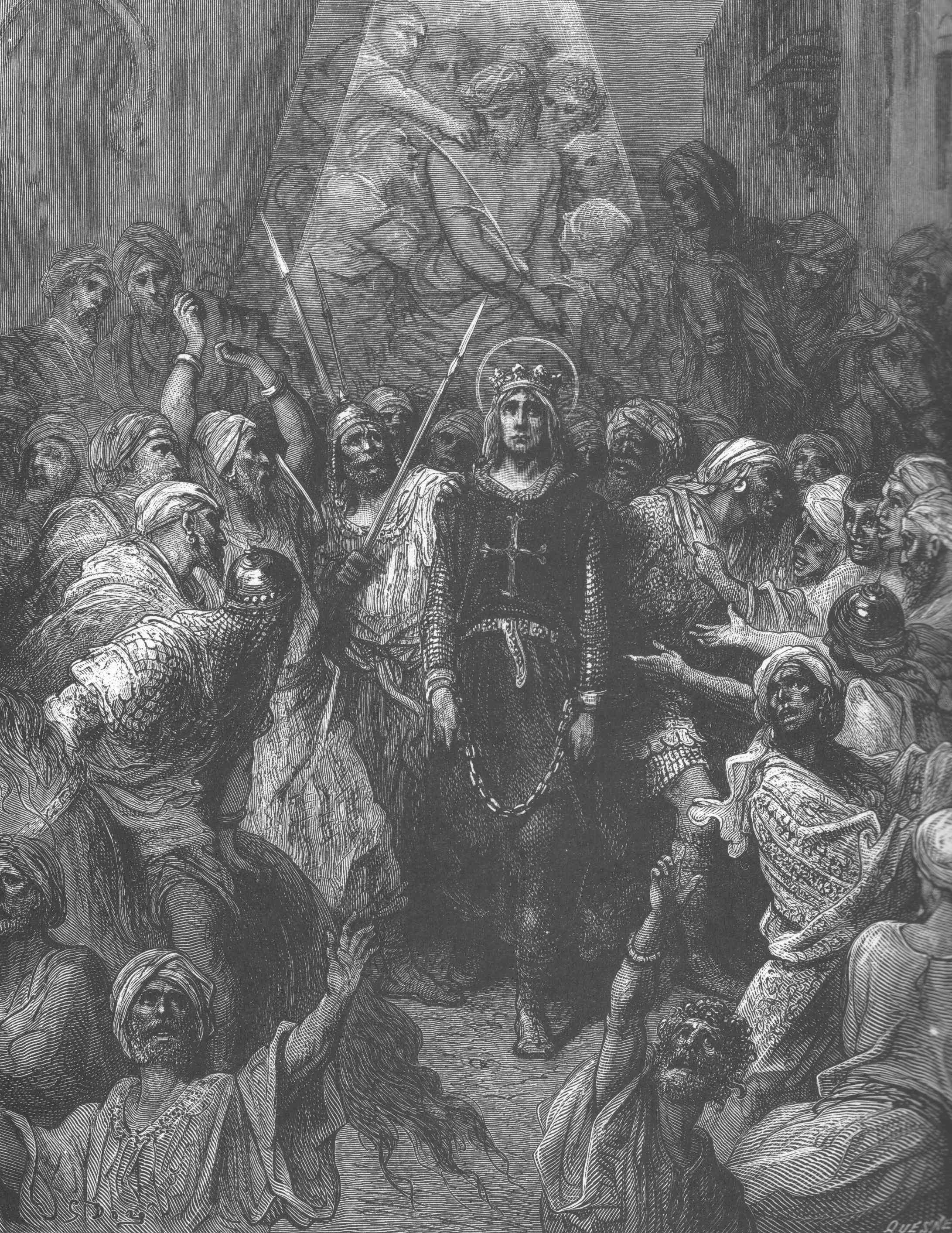
Полонення Людовика IX під час битви при Фаріскурі

У березні 1250 року, коли армія була на межі виснаження, Людовік спробував відступити до Дам'єтти, однак його наздогнали мамелюки й розбили у битві під Фаріскуром. Його виснажені та деморалізовані війська було знищено мамелюками, а сам він потрапив у полон. Хворий на дизентерію король опинився під наглядом арабського лікаря. У травні того самого року полонених французів з королем звільнили за викуп у 800 000 безантів. Половина цієї суми, відповідно до угоди, була сплачена ще до того, як Людовік IX мав залишити Єгипет. Окрім того, за умовами угоди єгиптянам поверталась Дам'єтта на Сході. Людовік IX уклав союз з мамелюками, котрі в той час були суперниками султана з Дамаску, а зі своєї нової бази в Акрі почав перебудовувати інші міста хрестоносців, зокрема Джаффу і Саїду. Хоча Кіпрське королівство стверджувало свою владу там, Людовік був де-факто правителем.
У 1255 році до Сирії зрештою увійшли загони мамелюків і знищили там останні осередки опору хрестоносців. У 1270 році французький король ініціював Восьмий хрестовий похід, але він також закінчився провалом. У 1291 році мусульмани захопили Акру.